# Polizeiruf 110: Tödliche Illusion
Tödliche Illusion ist ein deutscher Kriminalfilm von Peter Vogel aus dem Jahr 1979. Der Fernsehfilm erschien als 58. Folge der Filmreihe Polizeiruf 110.

## Handlung
Frau Klinger findet die junge Wissenschaftlerin Beate Beyer tot in ihrer Wohnung auf. Sie hat sich augenscheinlich mit einer Überdosis Tabletten das Leben genommen. Neben einem leeren Tablettenröhrchen findet Oberleutnant Jürgen Hübner auch einen Abschiedsbrief in der Wohnung vor. Ihn irritieren nur zwei Dinge: In den Dokumenten Beate Beyers findet sich der Hinweis, dass sie schwanger war. Zudem steht in der Wohnung ein frischer Strauß Rosen.
Rückblick: Beate Beyer hat ein Verhältnis zum verheirateten Familienvater Armin Hagen, den sie von der Universität kennt und der auf der Elbewerft Boizenburg arbeitet. Sie will seit langem, dass er seiner Frau von der Beziehung berichtet und die Scheidung einreicht, doch vertröstet Armin sie stets. Sein Betrieb will ihn an das Institut in Potsdam delegieren, doch zögert Armin, da der Leiter des Instituts Beates Vater ist. Beate wiederum berichtet Armin eines Tages, dass sie von ihm schwanger sei. Sie will das Kind bekommen und glaubt, dass Armin sich nun gegen seine Familie und für sie entscheiden wird. Er beginnt jedoch, sich von Beate zu distanzieren, die er nun nicht mehr allein haben könne. Zwar trifft er sich weiterhin jeden Freitag mit ihr, doch muss sie erkennen, dass die Bindung zu seiner Frau Katja eher enger geworden ist. Katja wiederum wird misstrauisch, weil Bekannte Armin mit einer anderen Frau im Auto gesehen haben und weil sie eines Tages sieht, wie Beate Armin am Werkstor abholt. Armin kündigt Beate nun an, zwar Freitag zu ihr zu kommen, jedoch nicht bleiben zu können. Als Armin am Freitag in Beates Wohnung kommt, hat sie Tabletten genommen. Ihr Abschiedsbrief macht ihm deutlich, dass er sie retten könne, wenn er Hilfe hole. Armin jedoch trennt vom Brief seine Anrede ab und verlässt die Wohnung, nachdem er die mitgebrachten Rosen ins Wasser gestellt hat. Wenig später sieht er, wie ein Krankenwagen von dem Haus fortfährt, und hofft, dass Beate gerettet wird.
Armin rast nach Hause und erreicht seine Wohnung in Rekordzeit. Am nächsten Tag versucht er vergeblich, im Krankenhaus etwas über Beate zu erfahren – in der Nacht wurde nicht sie, sondern eine andere Patientin aus dem Haus zur Klinik gefahren. Er ruft nun in Beates Wohnung an, doch meldet sich Jürgen Hübner, der gerade den Tatort inspiziert. Zwar glaubt Jürgen Hübners Vorgesetzter, dass der Selbstmord eindeutig ist, doch forscht Hübner nach. Er erfährt, dass Beate eine Affäre mit Armin hatte und ihn unter Druck gesetzt hat, hatte sie ihr Kind doch bereits vor ihrem Selbstmord abtreiben lassen. Neben dem Kind war auch die Überdosis ein Versuch, ihn an sich zu binden, was der Abschiedsbrief deutlich macht. Armin wiederum gibt bei der Befragung vor, an dem Abend nicht bei Beate gewesen zu sein. Hübner kann zwar durch die Auskunft der Rosenverkäuferin nachweisen, dass Armin an dem Freitag Rosen gekauft hat, und er weiß auch, dass der Abschiedsbrief eine zweite Seite enthielt, die abgetrennt wurde, doch reicht dies nicht für einen Nachweis, dass sich Armin der unterlassenen Hilfeleistung schuldig gemacht hat. Armin wiederum erkennt, dass seine Frau, die von der Polizei zu Beate befragt wurde, weiß, dass er an dem Freitag bei Beate war und sie sterbend zurückgelassen hat. Sie zweifelt, ob sie ihrer Ehe noch eine Chance geben kann. Armin geht nun zu Jürgen Hübner und zeigt sich selbst an.

## Produktion
Tödliche Illusion wurde mit Unterstützung des VEB Elbewerften Boizenburg gedreht. Drehorte waren unter anderem Boizenburg, Potsdam und Rostock. Die Kostüme des Films schuf Christel Nowotny, die Filmbauten stammen von Reinhard Welz. Der Film erlebte am 8. April 1979 im 1. Programm des Fernsehens der DDR seine Premiere. Die Zuschauerbeteiligung lag bei 54 Prozent.
Es war die 58. Folge der Filmreihe Polizeiruf 110. Oberleutnant Jürgen Hübner ermittelte in seinem 25. Fall.